# Andrew Lawrence (graveur)
Pour les articles homonymes, voir Lawrence.
Andrew Lawrence dit aussi André Laurent, né le 10 février 1710 à Westminster et mort le 8 juillet 1747 à Paris, est un graveur britannique d'origine anglaise, qui exerça en partie en France.

## Biographie
Fils d'Andrew Lawrence, un important apothicaire installé sur Pall Mall à Londres, appointé par la reine Anne, il apprend le métier de son père, mais aussi le dessin dans l'atelier de Regnier[Qui ?] situé à Soho. Héritant de son père en 1723, il pratique les mathématiques et la musique mais dilapide une partie de sa fortune dans diverses expériences désastreuses liées à l'alchimie du fait d'un ancien associé de son père, un charlatan ; puis il part à Bologne, avant de remonter sur Paris. Là, vers la fin des années 1730, il trouve emploi dans l'atelier de Jacques-Philippe Le Bas, gravant des plaques pour un peu moins de deux livres par jour. Il signe alors ses travaux de reproduction « André Laurent »,.
Avant 1745, il est revenu à Londres, puisqu'il échappe à l'emprisonnement du fait de la Guerre de Succession d'Autriche, ce qui n'est pas le cas de son compagnon Thomas Major, un autre graveur anglais travaillant pour Le Bas, qui fut enfermé un temps. Andrew Lawrence trouve une place dans l'atelier-boutique londonien d'Arthur Pond, très lié à Le Bas,.
Il revient à Paris, tombe malade, vend ses effets personnels à Pierre Soubeyran, et meurt le 8 juillet 1747 dans les bras de son compatriote Nicholas Blakey (en) ; il est enterré en dehors de Paris, au-delà de la porte Saint-Antoine. Ses cuivres sont acquis par Thomas Major avant 1753.

## Œuvre

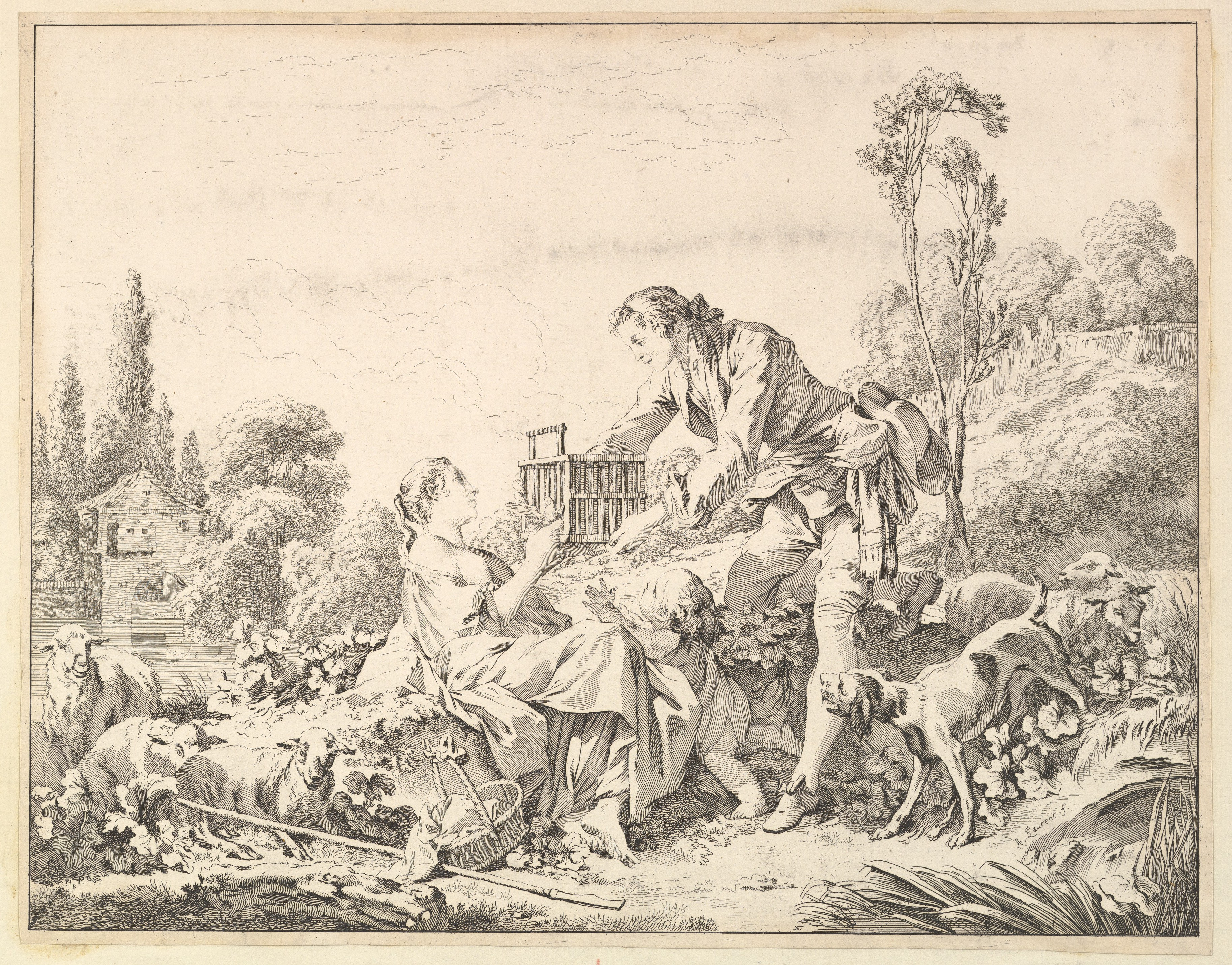
Le Pasteur complaisant, The MET.

Les gravures d'Andrew Lawrence / André Laurent sont considérées comme remarquables par ses contemporains. Elles demeurent rares. La plupart sont des eaux-fortes.
- Le Vice, la Vertu, la Richesse, composition allégorique d'après Bonaventure de Bar, Paris, chez Blanzy, avant octobre 1740.
- La Moisson, d'après Philips Wouwerman, pour le cabinet de Monsieur Lebrun, Paris, chez Laurent, rue de la Vannerie, avant juillet 1741.
- Les adieux, d'après Philips Wouwerman, pour le cabinet de Monsieur de La Roque, Paris, chez Laurent, avant février 1742.
- La Conversation, d'après David Teniers[Lequel ?], Paris, chez Rémy, peintre rue de Tournon, 1742.
- Le Pasteur complaisant, d'après François Boucher, éditée par Johan Georg Hertel, avant décembre 1742.
- Le Pasteur galant, d'après F. Boucher, Paris, chez Huquier, avant décembre 1742.
- Le Jeu de quilles, d'après David Teniers père, Paris, chez [Thomas] Major, rue Saint-Jacques, 1743.
- L'Hiver, d'après D. Teniers, Paris, chez Rémy, peintre, 1744.
- La Pythonisse d'Endor, d'après Salvator Rosa, Londres [?], Richard Mead & Andrew Hay, s.d.
- Planches pour la Grande Galerie de Versailles de Jean-Baptiste Massé, dessinées puis terminées par Charles-Nicolas Cochin, avant juillet 1747, publiées par l'Imprimerie Royale, 1753.
- La Mort du cerf, d'après Ph. Wouwerman, terminée au burin par T. Major, publiée à Londres en 1753.